# 뫼비우스 (2013년 영화)
《뫼비우스》는 2013년에 개봉한 대한민국의 영화이다. 개봉 전에 영상물등급위원회에서 두 차례 제한상영가 판정을 받은 적이 있으며, 수정 후 세 번째 심의에서 청소년 관람불가 등급을 받아 개봉하였다. 어린이가 보는순간 경악을 금치 못하도록 청소년 관람불가라고 정해졌다.

## 캐스팅
- 조재현 : 아버지 역
- 서영주 : 아들 역
- 이은우 : 어머니 / 여자친구 역
- 장우진 : 이훈영 역
- 김재홍 : 불량배 리더 역
- 김민석 : 불량배 1 역
- 유재혁 : 불량배 2 역
- 장웅 : 불량배 3 역
- 장철민 : 학교 친구 1 역
- 최제형 : 학교 친구 2 역
- 유동훈 : 학교 친구 3 역
- 김재록 : 의사 역
- 이정훈 : 간호사 역
- 이우진 : 형사 1 역
- 김기범 : 형사 2 역
- 나철 : 교도관 역
- 김범준 : 죄수 1 역
- 정수교 : 죄수 2 역
- 홍성민 : 죄수 3 역